# Farbownik lekarski

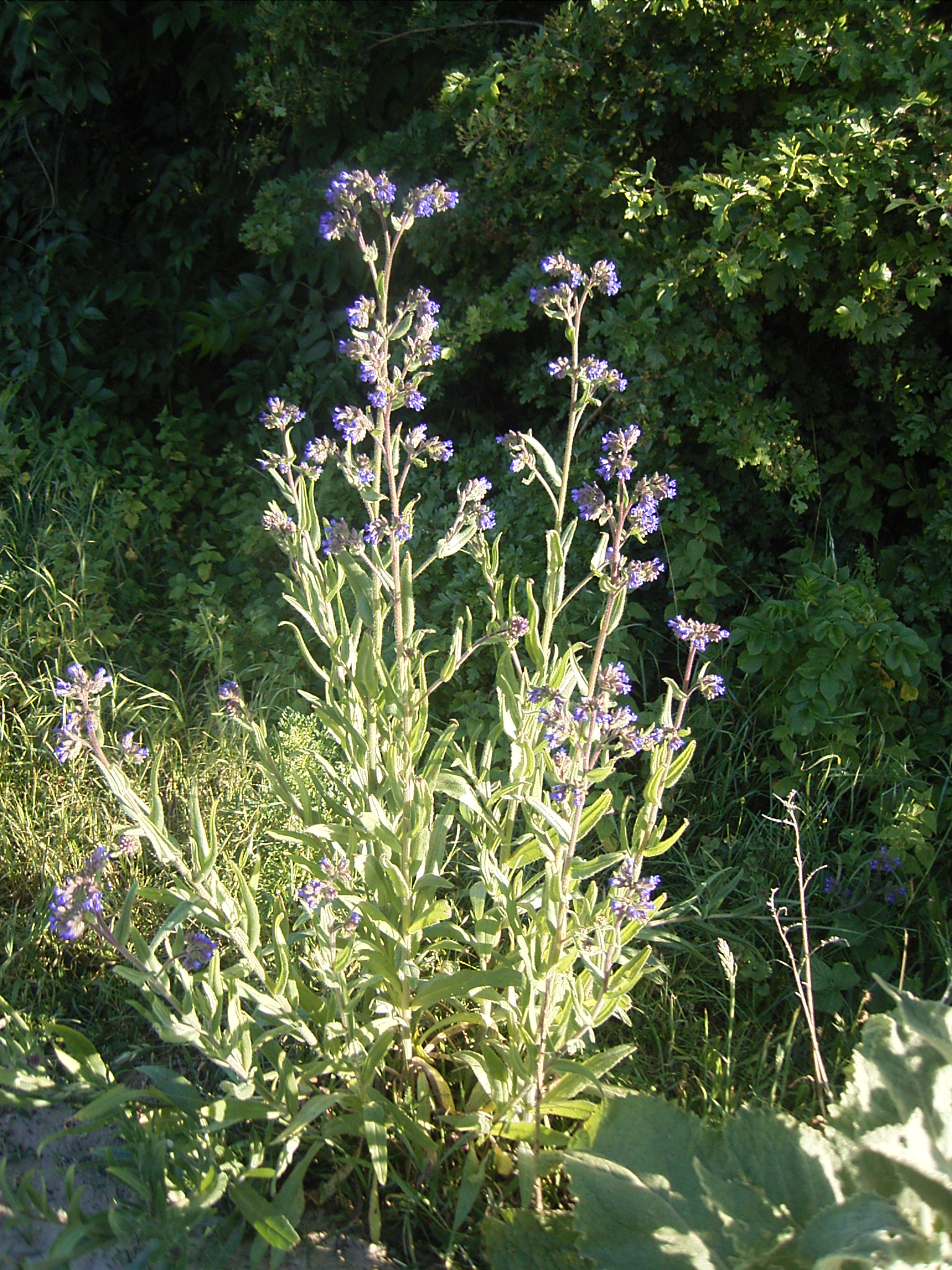
Pokrój

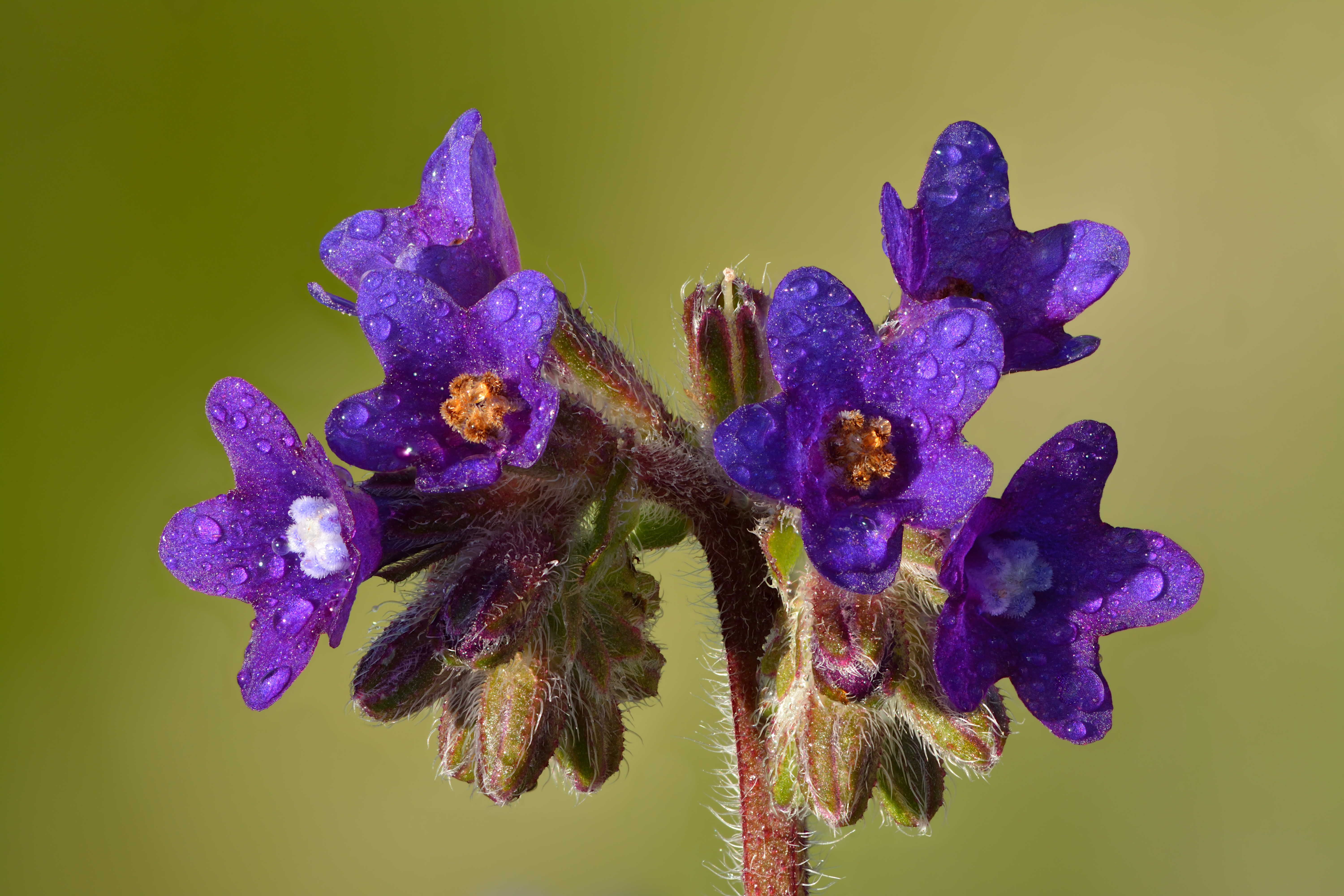
Kwiatostan

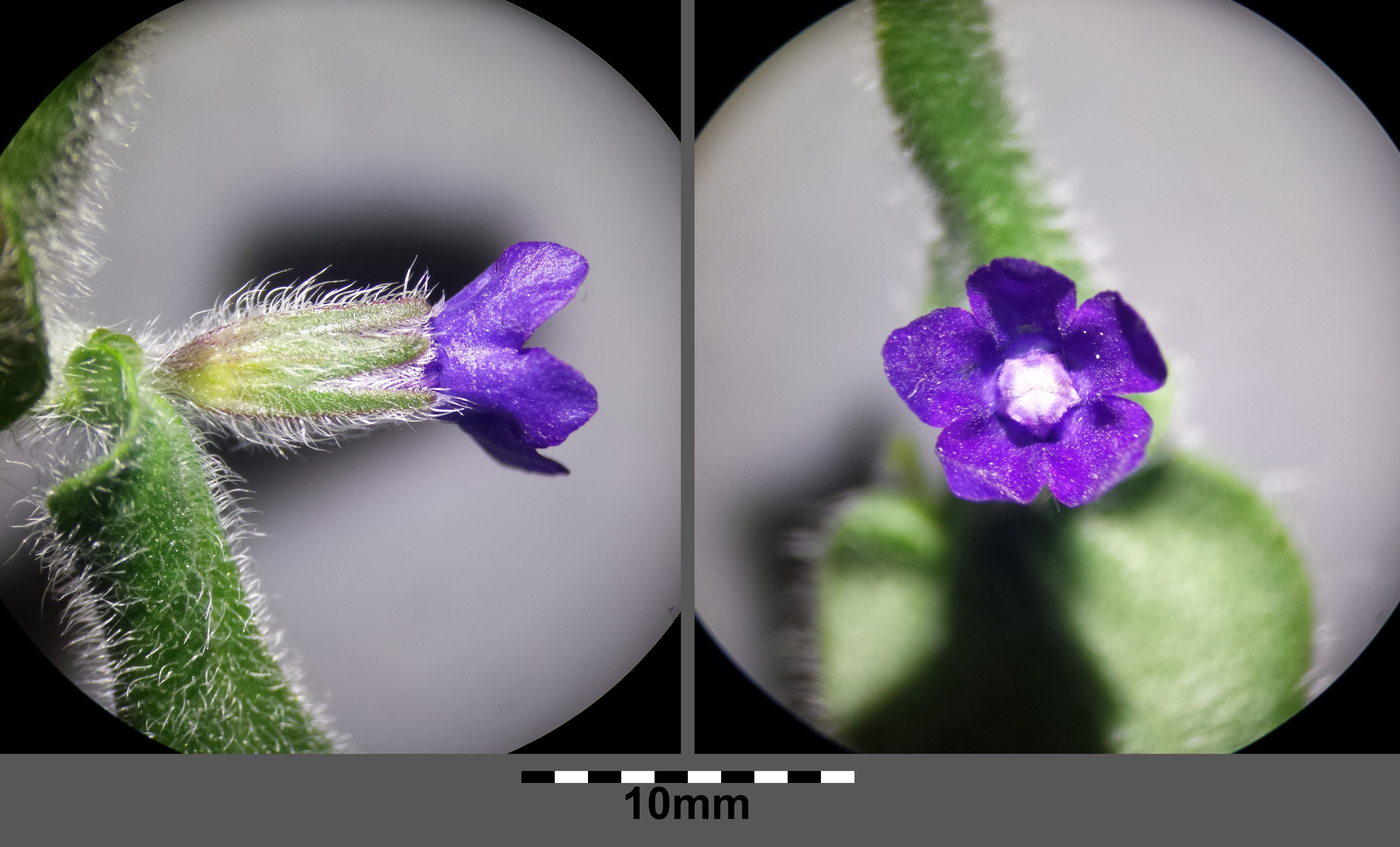
Kwiaty

Farbownik lekarski (Anchusa officinalis L.) – gatunek rośliny z rodziny ogórecznikowatych. Potocznie funkcjonują także nazwy: wołowe ziele, wołowy język, czerwieniec.

## Rozmieszczenie geograficzne
Pochodzi ze strefy umiarkowanej Europy oraz Turcji. Rozprzestrzenił się jednak po świecie i obecnie występuje w całej niemal Europie (brak go w Anglii i Islandii), w Ameryce Północnej na znacznych obszarach USA i Kanady, w Rosji, Japonii oraz w niektórych krajach Ameryki Środkowej, Południowej i Afryki.  W Polsce na niżu i pogórzu występuje pospolicie. Uważany był za apofit, jednak obecnie przypuszcza się, że raczej jest archeofitem. 

## Morfologia
ŁodygaWzniesiona, prosta, szorstko owłosiona. Osiąga wysokość 30–90 cm.
LiścieUlistnienie skrętoległe. Liście równowąskolancetowate lub podługowate, zazwyczaj całobrzegie i podobnie, jak łodyga obustronnie szorstko owłosione. Dolne liście długoogonkowe, górne siedzące.
KwiatyNa krótkich szypułkach. Kielich podzielony głębiej niż do połowy, podczas owocowania powiększa się i uzyskuje kulistawodzwonkowaty kształt. Korona 5-krotna, zrosłopłatkowa, o średnicy 7–13 mm, początkowo  czerwonofioletowa, potem fioletowoniebieska. Jej płatki mają zaokrąglone szczyty. Wewnątrz korony owłosione osklepki.
OwocePofałdowane i brodawkowane rozłupki.

## Biologia i ekologia
RozwójBylina, hemikryptofit. W pierwszym roku z ziemi wyrasta jedynie rozeta liści odziomkowych. W latach następnych wyrasta łodyga z kwiatami. Kwitnie od maja do października. Kwiaty równoczesne, owadopylne, zapylane głównie przez błonkówki. Roślina miododajna.
SiedliskoRoślina synantropijna. Rośnie na rumowiskach, wysypiskach, przydrożach, nieużytkach, w szczelinach płyt chodnikowych i na murach miejskich. W klasyfikacji zbiorowisk roślinnych gatunek charakterystyczny dla O. Onopordetalia i Ass. Onopordetum acanthii.
Oddziaływania międzygatunkoweNa pędach farbownika lekarskiego pasożytują grzyby Erysiphe lycopsidis i Ramularia anchusae. Jest on także przejściowym gospodarzem grzyba Puccinia recondita wywołującego rdzę brunatną żyta i rdzę brunatną pszenicy i pszenżyta.
GenetykaLiczba chromosomów 2n = 16.

## Zastosowanie
- Roślina lecznicza
  - Surowiec zielarski: ziele (Herba Anchusa), lub korzeń (Radix Anchusae), czasami razem ziele z korzeniem (Buglossi)[14]. Zawiera m.in. alkaloidy (cynoglossyna, konsolidyna), alantoinę, cholinę, antocyjany, śluzy, kwas krzemowy, garbniki[15].
  - Zbiór i suszenie: ziele należy zbierać w okresie kwitnienia, korzeń wczesną wiosną lub jesienią. Suszyć w przewiewnym miejscu, w cieniu[15].
  - Działanie: roślina stosowana dawniej w medycynie ludowej, najczęściej w postaci naparu z ziela lub odwaru z ziela i korzenia[15]. Pobudza podziały komórkowe, stymuluje wzrost i odbudowę nabłonka, tkanki kostnej,  chrzęstnej i przyspiesza przemianę materii. Na skórę i błony śluzowe działa przeciwzapalnie, łagodzi nieżyt oskrzeli. Wykazuje też działanie przeciwnowotworowe[14].
  - Zastosowanie: Stany zapalne gardła i oskrzeli, zapalenie dziąseł, paradontoza, suche zapalenie skóry, suchy łupież, suche wypryski i ropnie,  spowodowane zabiegami kosmetycznymi podrażnienie skóry, oparzenia i odleżyny, rany i oparzenia narządów płciowych, świąd odbytu, owrzodzenia podudzi, zastoje limfatyczne i obrzęki węzłów chłonnych, stłuczenia, krwiaki, nieżyty przewodu pokarmowego spowodowane wrzodami, zapalenie jelita grubego, zapalenie płuc, kaszel, zapalenie piersi. Doustnie, ze względu na zawartość alkaloidów pirolizydynowych stosuje się nie dłużej niż przez 7-10 dni w ilości 100 ml 3-4 razy dziennie naparu (40 g ziela na litr wody). Można do naparu dodawać propolis, miód, sok malinowy. Zewnętrznie stosuje się w postaci okładów, maseczek, przemywania, płukanek, nasiadówek, irygacji, lewatywy. Nie wolno stosować podczas ciąży i karmienia piersią[14].
- Roślina miododajna. Z jednego hektara powierzchni obsianej farbownikiem lekarskim (tzw. wydajność miodowa) pszczoły uzyskują około 170 kg miodu i około 40 kg pyłku[16].
- Dawniej otrzymywano z niego czerwony barwnik alkaninę[10]. Używano go do barwienia na różowo tłuszczów oraz napojów alkoholowych[17].
- W Niemczech i południowej Francji jedzono młode liście farbownika[17].